# Wilhelm Assmann
Wilhelm August Gottlieb Assmann (* 20. April 1800 in Braunschweig; † 8. Februar 1875 ebenda) war ein deutscher Historiker, Gymnasiallehrer, Schulbuchautor und nationalliberaler Politiker.

## Leben
Der Sohn eines Braunschweiger Predigers studierte von 1818 bis 1822 in Göttingen. Er war zunächst als Hauslehrer der Familie Schulenburg in Wolfsburg tätig und wechselte 1824 als Lehrer an das Martino-Katharineum in Braunschweig. Ab 1845 war er zeitgleich Lehrer für Geschichte, ab 1849 für deutsche Literatur und ab 1872 für Geographie am Collegium Carolinum, wo er 1852 eine Professur erhielt. Zwischen 1835 und 1848 war er wiederholt Vorsitzender des Bürgervereins. Er war Stadtverordneter in Braunschweig und Mitglied des Braunschweigischen Landtags. Im Jahre 1848 war er Mitglied des Frankfurter Vorparlaments. Am 20. März 1848 erschien im Verlag Eduard Viewegs die durch Assmann mitbegründete Zeitung für das deutsche Volk, ab dem 1. Juli als Deutsche Reichs-Zeitung. Im Jahre 1859 war er Mitbegründer des Deutschen Nationalvereins in Braunschweig.

## Schriften (Auswahl)
- hrsg. mit Heinrich Schröder: Die Stadt Braunschweig. Ein historisch-topographisches Handbuch für Einheimische und Fremde. Vieweg, Braunschweig 1841 (Digitalisat).
- Das Studium der Geschichte insbesondere auf Gymnasien nach den gegenwärtigen Anforderungen. Vieweg, Braunschweig 1847 (Digitalisat).
- Goethe’s Verdienste um unsere nationale Entwicklung. Zur Goethe–Feier am 28. August 1849. Brockhaus, Leipzig 1849 (archive.org).
- Handbuch der allgemeinen Geschichte für höhere Lehranstalten und zur Selbstbelehrung für Gebildete. Vieweg, Braunschweig 1853–1864 (3 von geplanten 4 Teilen erschienen).
- Abriß der allgemeinen Geschichte in zusammenhängender Darstellung auf geographischer Grundlage. Ein Leitfaden für höhere Lehranstalten. Vieweg, Braunschweig 1853 (Digitalisat).